# بیماری گرانولوماتوز مزمن
بیماری گرانولوماتوز مزمن (انگلیسی: Chronic granulomatous disease) (یا به اختصار CGD) یک اختلال ژنتیکی نادر و بر پایهٔ توارث است که در آن سلول‌های بیگانه‌خوار دستگاه ایمنی (فاگوسیت‌ها) توانایی لازم را برای از بین بردن برخی میکروب‌ها ندارند و در نتیجه بیماران در معرض خطر مداوم برخی عفونت‌های خاص قارچی و باکتریایی قرار می‌گیرند.
گرانولوماتوز مزمن عمدتاً از سال اول و دوم زندگی شروع می‌شود و علتش اختلال در انهدام وابسته به اکسیژن نوتروفیلها، کمبود آنزیم اکسیداز NADPH، اختلال در گیرنده‌های C3b سطح نوتروفیل، اختلال در دپلاریزه شدن غشا نوتروفیلها، فقدان سیتوکرم و اختلال در مستقر شدن تیروزین در زنجیره آلفای توبولین می‌باشد. بیماری خود را به‌صورت عفونتهای شدید و عودکننده نشان می‌دهد که اغلب عوامل ایجاد کننده‌ای مانند استافیلوکوکوس اورئوس، باکتریهای گرم منفی و قارچها دارند. اینترفرون گاما [ INFγ] در درمان بیماری نقص ایمنی مادرزادی گرانولوماتوز مزمن CGD نقش دارد.